# Neritos croceicauda
Neritos croceicauda là một loài bướm đêm thuộc phân họ Arctiinae, họ Erebidae.